# Sierra Elvira
La sierra Elvira est un petit ensemble montagneux d'altitude moyenne appartenant aux cordillères Bétiques, dans la comarque Plaine de Grenade, province de Grenade, en Andalousie (Espagne).

## Localisation
La sierra Elvira se trouve dans la Plaine de Grenade, à quelque 9 km au nord-ouest de Grenade. Elle inclut les communes d'Albolote, d'Atarfe et de Pinos Puente. Sa superficie totale est d'environ 1 800 ha. La partie orientale est plus escarpée, mais moins haute que la partie occidentale. À l'est, les principaux sommets sont celui d'Atalaya (qui se traduit par « tour de guet », où se trouve la tour de Sierra Elvira (es)) ou Torreón (886 m) et celui de l'ermitage des Trois Jean (es) (Ermita de los Tres Juanes) (861 m) ; à l'ouest, l'Elvira ou Morrón de Enmedio culmine à (1 102 m), suivi par le Morrón de la Punta (1 045 m) et le cerro del Piorno (1 082 m).

## Faune et flore
La faune est représentée par de petits mammifères comme des renards, des blaireaux, des écureuils et des sangliers, ainsi que de nombreuses espèces d'oiseaux, comme le faucon crécerelle, la huppe fasciée ou des perdrix. La sierra Elvira possède aussi une importante population de papillons.
Quant à la flore, elle se compose de plantations de pins, même si quelques zones conservent des lambeaux de forêt méditerranéenne.

## Protection environnementale
Le centre de la sierra est un espace protégé[précision nécessaire].
De plus, le cerro del Tajo est une zone géologique particulière et protégée en tant que telle.

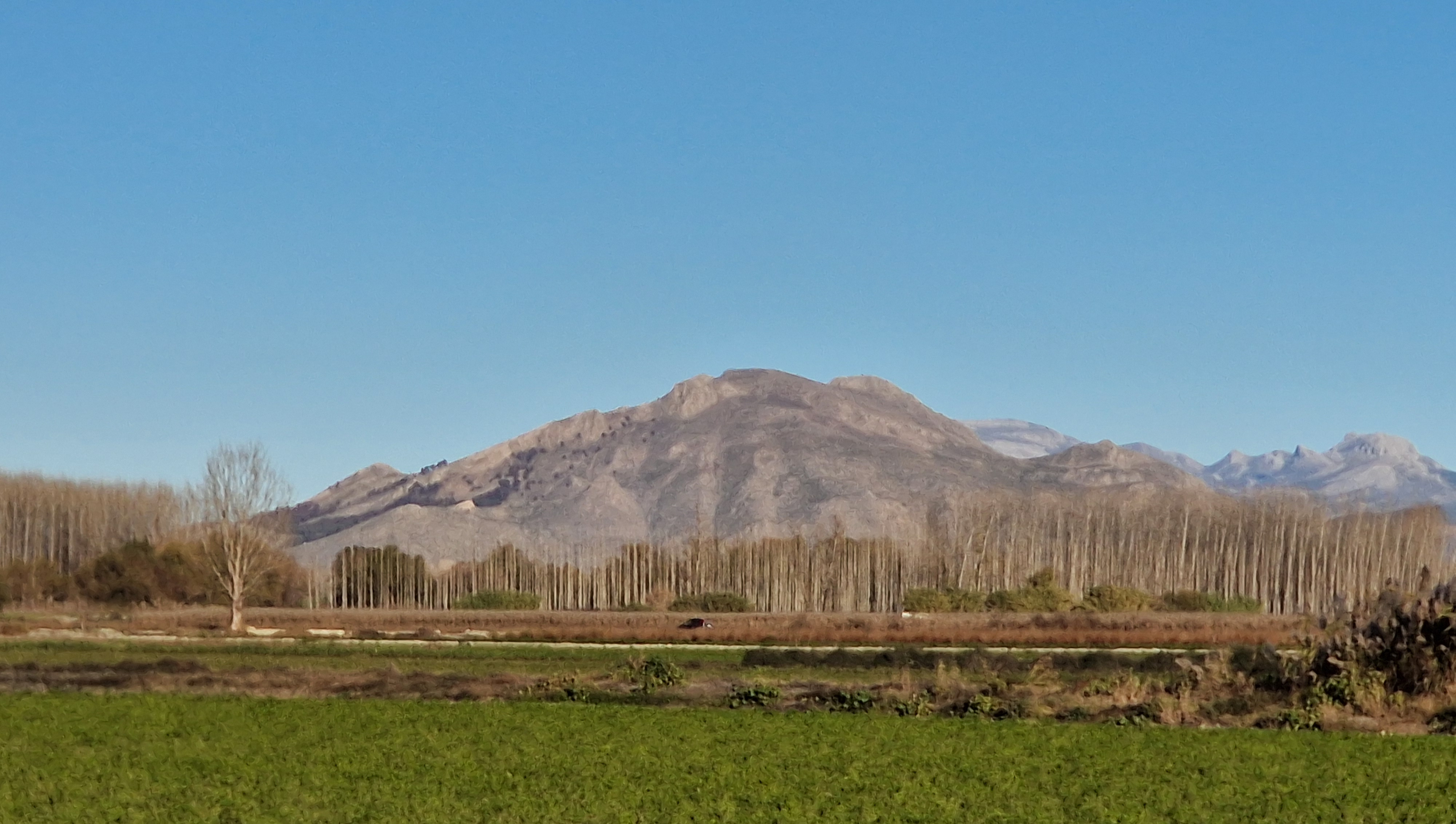
Vue de la sierra Elvira.
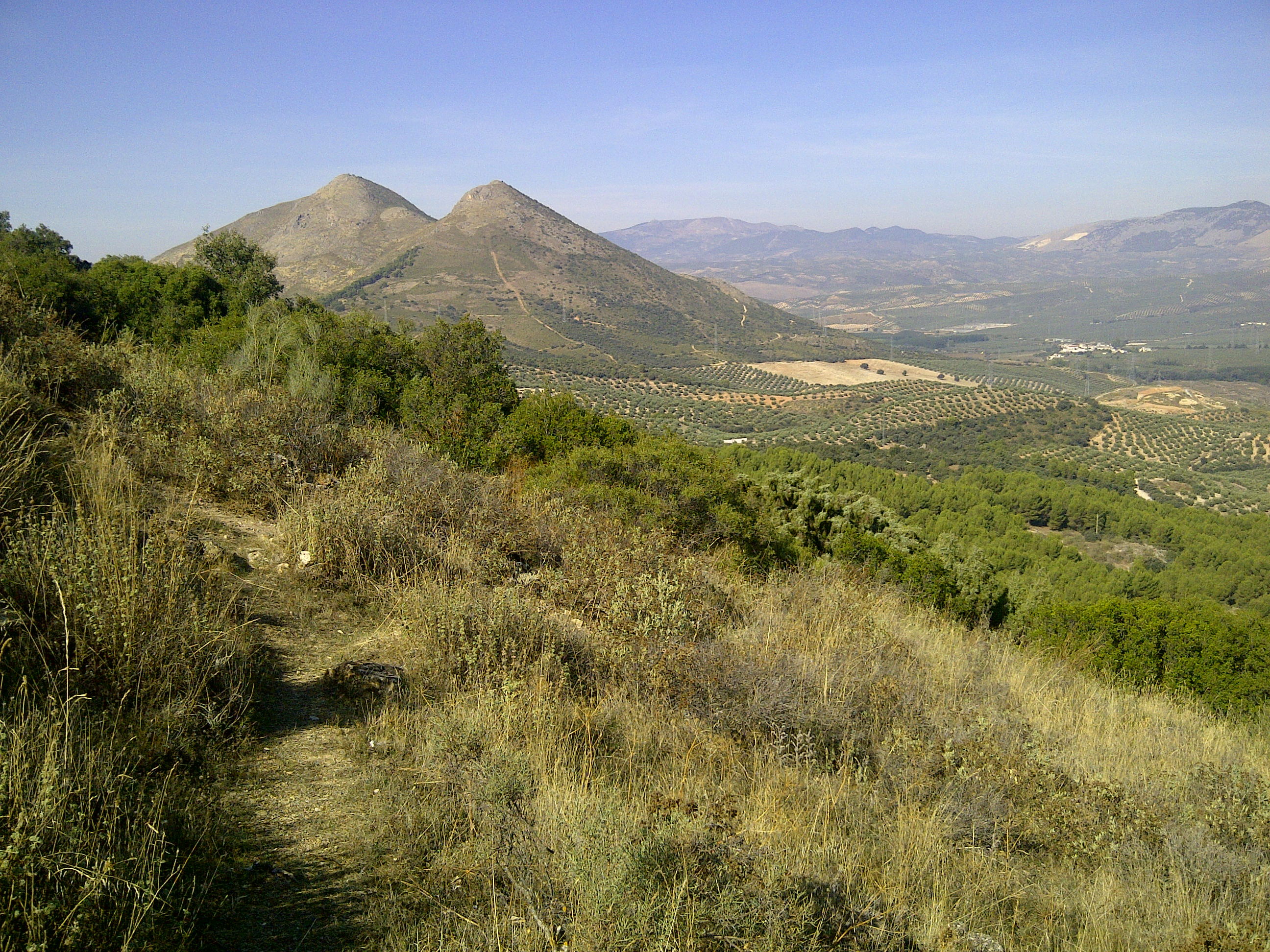
Vue de l'Elvira (à gauche) depuis la tour de Sierra Elvira (es) (Torreón de Albolote).